# Озёрное (Фёдоровский район)
Озёрное (каз. Озёрный) — упразднённое село в Фёдоровском районе Костанайской области Казахстана. Ликвидировано в 2009 году. Входило в состав Коржинкольского сельского округа.

## Население
В 1999 году население села составляло 80 человек (40 мужчин и 40 женщин).